# Rudi Pietschker
Rudi Pietschker (* 24. Januar 1917 in Charlottenburg bei Berlin; † 21. April 1999 in Berlin) war ein deutscher Politiker (SPD) und Bezirksbürgermeister im Bezirk Kreuzberg.
Rudi Pietschker war ein Sohn eines Fernbahnschaffners und besuchte eine Mittelschule. Er machte eine Lehre als Buchdrucker und besuchte die Berufsschule für Grafisches Gewerbe in Berlin-Kreuzberg. Er trat der Sozialistischen Arbeiter-Jugend (SAJ), der Naturfreundejugend Deutschlands und dem Jungbanner bei. Nach der „Machtergreifung“ der Nationalsozialisten machte Pietschker illegale Arbeit gegen das NS-Regime. 1939 wurde er von der Wehrmacht eingezogen und geriet anschließend in Kriegsgefangenschaft.
Nach dem Zweiten Weltkrieg kehrte Pietschker 1947 nach Berlin zurück und arbeitete als Jugendpfleger im Bezirk Wilmersdorf und in Kreuzberg. 1950 trat er der SPD bei. Von 1952 bis 1953 war er Vorsitzender des Landesjugendrings Berlin. Er wurde 1953 Bezirksjugendpfleger in Kreuzberg und schließlich 1963 Leiter des Jugendamts im Bezirk. Im selben Jahr wurde Pietschker bei der Berliner Wahl 1963 in das Abgeordnetenhaus von Berlin gewählt, schied aber im Februar 1965 aus dem Parlament aus, da er zum Bezirksstadtrat für Gesundheitswesen in Kreuzberg gewählt wurde. In seiner Amtszeit als Bezirksstadtrat wurde der Neubau des Klinikums Am Urban errichtet. Von 1971 bis 1973 war er Vorsitzender der SPD Kreuzberg. 1975 wurde er zum Bezirksbürgermeister von Kreuzberg gewählt, 1981 schied er aus dem Amt aus.
Pietschker wurde 1985 mit der Würde des Stadtältester von Berlin geehrt.